# 셧 업 (영화)
《셧 업》(프랑스어: Tais-toi ! - 《테 톼》)은 2003년 공개된 프랑스의 코미디 영화이다.

## 한국어 더빙 성우진(SBS)
- 장광 - 퀀틴 (제라르 드빠르디유)
- 김기현 - 루비 (장 르노)
- 한상혁 - 보젤 (장 피에르 말로)
- 엄현정 - 카티아/산드라 (레오노어 바레라)
- 김세한 - 감옥 내 의사 (앙드레 뒤솔리에)
- 김소형 - 람베르 (장 미셸 노이레)
- 이원준 - 베르너 (리카르드 베리)
- 김용준 - 모리셰
- 김장
- 정현경
- 박찬희
- 방성준